# S/C/A/R/E/C/R/O/W
«S/C/A/R/E/C/R/O/W» es una balada rock de la banda estadounidense My Chemical Romance. Es la décima pista de su álbum Danger days: the true lives of the Fabulous Killjoys, publicado en 2010.
La letra de la canción describe un escenario pos guerra nuclear; en palabras del vocalista de la banda, «la canción trata sobre una guerra nuclear, y sobre la mentira que le dirías a tu hijo al buscar refugio». El título se refiere al nombre de la fuerza policial (llamada Scarecrow) que busca atrapar a los Killjoys, en la temática del álbum. Dan Martin, de la revista NME, la calificó como la mejor canción del álbum.
La revista Spin la calificó como una «dulce canción» de tempo medio, donde la voz de Gerard Way es tratada con un efecto de vibrato similar al de la voz de John Lennon en «Lucy in the sky with diamonds». Ray Toro declaró para esta misma revista que la canción «muestra el lado más artístico de la banda. The Beatles son una enorme influencia, y con las armonías de fondo y el efecto en la voz de Gerard, es nuestro mejor intento en hacer una canción como “Lucy in the sky with diamonds”. Emprende un viaje psicodélico».
Mikey Way comentó que durante mucho tiempo quisieron una canción que fuera así, y que esta muestra también otras influencias como la de Teenage Fanclub.
«S/C/A/R/E/C/R/O/W» fue interpretada en directo por primera vez el 26 de agosto de 2011 en el Festival de Reading, en Inglaterra.